# Harald Braun
Harald Braun, född 26 april 1901 i Berlin, Kejsardömet Tyskland, död 24 december 1960 i Xanten, Nordrhein-Westfalen, Västtyskland, var en tysk filmregissör, manusförfattare och producent. Han började sin bana som regiassistent på 1930-talet, innan han 1942 regidebuterade på egen hand. Efter krigsslutet regisserade han några reflekterande filmer som Möte på hotell (1947) och Tro (1949). 1953 regisserade han filmen Så länge du är min som nominerades till bästa film vid filmfestivalen i Cannes. Braun var även engagerad inom tysk teater, bland annat direktör vid Heidelberger Kammerspiele.

## Filmografi, regi
- 1942 – Håll mej kär!
- 1944 – En kvinnas brott
- 1947 – Möte på hotell
- 1949 – Tro
- 1950 – Fallande stjärnor
- 1952 – Pappa behöver en fru
- 1953 – Så länge du är min
- 1960 – Spionfällan